# Cyanophthalma cordiceps
Cyanophthalma cordiceps är en djurart som tillhör fylumet slemmaskar, och som först beskrevs av Friedrich 1933. Enligt Catalogue of Life ingår Cyanophthalma cordiceps i släktet Cyanophthalma och familjen Tetrastemmatidae, men enligt Dyntaxa är tillhörigheten istället släktet Cyanophthalma, och ordningen Hoplonemertea. Det är osäkert om arten förekommer i Sverige. Inga underarter finns listade i Catalogue of Life.